# Інститут фармакології та токсикології НАМН України
Державна установа «Інститут фармакології та токсикології НАМН України» — проводить фундаментальні дослідження, спрямовані на вивчення патогенетичних механізмів формування патологічних станів, загальних та специфічних особливостей дії фізіологічно активних речовин на різних рівнях організації живої матерії — молекулярному, клітинному, тканинному, а також в органах та організмі в цілому.

## З історії
1934 року створено Український науково-дослідний санітарно-хімічний інститут із філією у Києві. 1938-го київську філію реорганізовано у Київський науково-дослідний інститут санітарно-хімічної оборони. 1944 року інститут відновив діяльність у Києві. У 1965 році перейменований на Київський науково-дослідний інститут фармакології та токсикології МОЗ УРСР, у 1993 році — на Інститут фармакології та токсикології НАМН України.
Інститут бере участь у розробці та експертизі державних науково-технічних програм зі створення лікарських засобів, нормативних документів та законодавчих актів, які стосуються розробки та виробництва ліків.
Інститутом створена нормативна база, що регламентує процедури доклінічного вивчення, експертизи та реєстрації лікарських засобів в Україні, а також розроблені методичні документи з доклінічного вивчення ліків.
Знаходиться за адресою — місто Київ, вулиця Антона Цедіка, 14.

## Науковці
- Богомолець Олег Олександрович — завідувач відділу патофізіології (1953—1980).
- Бравер-Чернобульська Броніслава Самойлівна — завідувачка відділу патології та терапії (1970—1992).
- Григор'єва Ганна Савівна — головна наукова співробітниця, заступниця директора з наукової роботи (з 2000 року).
- Громов Леонід Олександрович — засновник та завідувач лабораторії (відділу) нейрофармакології (1977—2014).
- Коваленко Валентина Миколаївна — завідувачка відділу токсикології (з 1993).
- Максимов Юрій Миколайович — завідувач відділу патофізіології (1980—2009).
- Мохорт Микола Антонович — завідувач відділу фармакології серцево-судинних засобів (1976—2017).
- Портнягіна Віра Олександрівна — завідувачка лабораторії хімічного синтезу (синтезу лікарських препаратів; 1965—1990).
- Серединська Наталія Миколаївна — завідувачка лабораторії фармакології ефекторних органів і систем (з 2013).
- Соловйов Анатолій Іванович — завідувач відділу фармакології клітинних сигнальних систем та експериментальної терапії (з 2008).
- Шарикіна Надія Іванівна — завідувачка відділу онкофармакології (1986—2021).

### Директори
- І. І. Мішнаєвський
- Луганський Микола Іванович — 1951—1968
- Трінус Федір Петрович — 1968—1987
- Чекман Іван Сергійович — 1987—1991
- Губський Юрій Іванович (в. о.) — 1991—1992
- Стефанов Олександр Вікторович — 1992—2007
- Бухтіарова Тетяна Анатоліївна — 2007—2023
- Ядловський Олег Євгенович — з 2023